# Irsengund

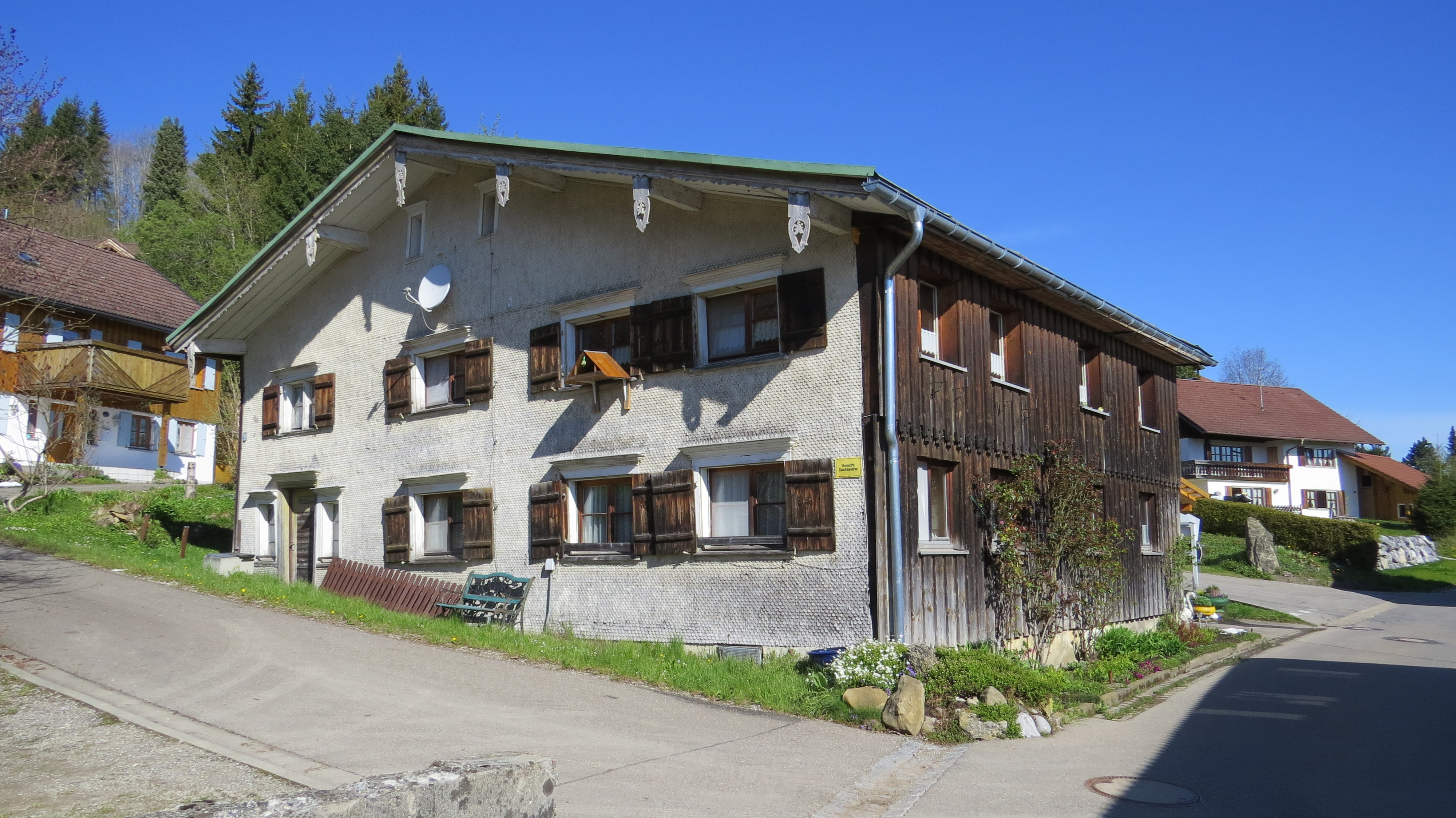
Baudenkmal in Irsengund (18. Jahrhundert)

Irsengund (westallgäuerisch: Irsəgund) ist ein Gemeindeteil der Gemeinde Oberreute im bayerisch-schwäbischen Landkreis Lindau (Bodensee).

## Geographie
Das Dorf liegt circa einen Kilometer südöstlich des Hauptorts Oberreute und zählt zur Region Westallgäu. Südlich der Ortschaft verläuft die Staatsgrenze zu Vorarlberg in Österreich, im Norden verläuft die Queralpenstraße B 308.

## Ortsname
Das Bestimmungswort bezieht sich vermutlich auf den Personennamen Irso bzw. Irse. Aufgrund der Nähe des heutigen Orts zur damaligen Römerstraße Via Decia, könnte auch ein lateinischer Ursprung des Bestimmungsworts in den Worten Ursus bzw. Ursinus möglich sein. Das Grundwort -gund stammt vom romanischen cumb(et)a, was für ein Hochtal bzw.  weidereiche Bergmatte in Bergsätteln zwischen Felsen steht. Somit bedeutet der Ortsname (Siedlung) bei der Hochweide des Irse.

## Geschichte
Der Ort wurde erstmals im Jahr 1338 als „Irsigunt“ mit dem Übergang in den Besitz des Grafen Wilhelm von Montfort erwähnt. 1771 fand die Vereinödung in Irsengund mit 33 Teilnehmern statt. Der Ort gehörte einst dem Gericht Simmerberg in der Herrschaft Bregenz an. Aufgrund der exponierten Lage des Orts mit Blick auf die Hochgratkette, kam es ab den 1960er Jahren vermehrt zum Bau von Zweitwohnungsgebäuden.

## Baudenkmäler
Siehe: Liste der Baudenkmäler in Irsengund

## Persönlichkeiten
- Johann Keller (1908–2006), Maler, lebte in Irsengund
- Gunter Steinbach (1938–2002), Sachbuchautor und Herausgeber, lebte seit Ende der 1970er Jahre auf einem Hof bei Irsengund